# Вадемекум
Вадеме́кум (лат. vade mecum, иди со мной) — карманный справочник, путеводитель.

## История
Вадемекум — сложное латинское слово, означающее «иди со мной». Употреблялось в Западной Европе, особенно в Германии, как заглавие сборника лёгких, весёлых и шутливых мыслей и повестей, служащих для времяпровождения, впоследствии так называлась почти всякая карманная книжка, формат и содержание которой дозволяли немцу брать её с собой для собственного развлечения.
Заглавие «Иди со мною» впервые было дано молитвеннику «Vademecum priorum Christianorum» (Кёльн, 1709). Затем в 1764 году было издано в Берлине «Vademecum für lustige Leute», и вслед за тем — многие собрания немецкого «вица» (с нем. — «остроумия») с таким названием. Когда позже в подобных сборниках стали помещаться повести и отрывки, не заключавшие в себе немецкого остроумия, то слово «вадемекум» получило другое значение в обществе, и бывший синоним «германского вица» стал равносильным слову «пустяки».